# Trachymyrmex pomonae
Trachymyrmex pomonae is een mierensoort uit de onderfamilie van de Myrmicinae. De wetenschappelijke naam van de soort is voor het eerst geldig gepubliceerd in 2007 door Rabeling & Cover.